# Discodermolida
A (+)-discodermolida é um policetídeo descoberto em 1990, que se tem descoberto que é um potente inibidor de crescimento de células tumorais. O esqueleto de carbono da molécula é constituído de oito unidades de polipropionato e quatro de acetato, com 13 estereocentros.

## História
A discodermolida foi isolada pela primeira vez em 1990 a partir da esponja marinha do Caribe Discodermia dissoluta pelo químico  Sarath Gunasekera e o biólogo Ross Longley, cientistas da Harbor Branch Oceanographic Institution. A esponja contém aproximadamente 0,002% de discodermolida (7 mg/434 g de esponja). Dado que o composto é sensível à luz, a esponja deve ser coletada a uma profundidade mínima de 33 metros. Inicialmente se detectou que a discodermolida tem atividades imunossupressoras e antifúngicas.

## Mecanismo de ação
A discodermolida tem demonstrado inibir a proliferação de células humanas ao deter o ciclo celular na fase G2 e na fase M. Hiperestabiliza aos microtúbulos, especialmente prevalentes durante a divisão celular. A hiperestabilização do fuso mitótico ocasiona que o ciclo celular se detenha e ocorra morte celular por apoptose. Em uma variedade de línhas celulares, a atividade tem sido medida a IC50 = 3-80 nM.
A discodermolida compete com o paclitaxel pela união com os microtúbulos, mas com maior afinidade e também é efetiva em células de câncer resistentes ao paclitaxel e a epotilona.

## Síntese total
Tem sido publicadas várias sínteses totais até agora por Schreiber, Smith, Paterson, Marshall e Myles. Também foi publicada uma revisão das várias aproximações sintéticas.

## Desenvolvimento clínico
O Harbor Branch Oceanographic Institution licenciou a (+)-discodermolida a Novartis, que começou uma fase 1 de ensaio clínico em 2004. O trabalho com pacientes foi interrompido devido à toxicidade do medicamento. O grupo de pesquisa de Amos B. Smith (em colaboração com Kosan Biosciences) tem um programa de desenvolvimento pré-clínico da droga em andamento.
O fornecimento de compostos com necessidade de ensaios clínicos completos não pode ser conseguido por coleta, isolamento e purificação. Até 2005, as tentativas de síntese ou semi-síntese por fermentação não haviam tido êxito. Como resultado, toda a discodermolida usada em estudos pré-clínicos e ensaios clínicos provinha de síntese total em grande escala.